# Municipio de Irving (Illinois)
El municipio de Irving (en inglés: Irving Township) es un municipio ubicado en el condado de Montgomery en el estado estadounidense de Illinois. En el año 2010 tenía una población de 1006 habitantes y una densidad poblacional de 10,88 personas por km².

## Geografía
El municipio de Irving se encuentra ubicado en las coordenadas 39°12′51″N 89°24′57″O / 39.21417, -89.41583. Según la Oficina del Censo de los Estados Unidos, el municipio tiene una superficie total de 92.49 km², de la cual 88,8 km² corresponden a tierra firme y (4 %) 3.7 km² es agua.

## Demografía
Según el censo de 2010, había 1006 personas residiendo en el municipio de Irving. La densidad de población era de 10,88 hab./km². De los 1006 habitantes, el municipio de Irving estaba compuesto por el 98,61 % blancos, el 0,1 % eran afroamericanos, el 0,5 % eran amerindios, el 0,1 % eran asiáticos y el 0,7 % eran de una mezcla de razas. Del total de la población el 1,09 % eran hispanos o latinos de cualquier raza.